# Палацо Боргезе
Палацо Боргезе (на латински: Palazzo Borghese) е средновековен дворец в Рим, собственост на влиятелната фамилия Боргезе.
Дворецът е поръчан от монсеньор Томазо Гиджилио. През 1604 година кардинал Камило Боргезе купува двореца и го съединява със земите си. Когато е избран за папа Павел V, през 1605, той дава двореца на братята си. По това време се осъществява голямо преустройство на сградата. След смъртта на папата кардинал Шпионе Боргезе построява специална зала и голяма градина. През периода 1771-1776 от Райналди са извършени големи промени по поръчка на Джовани Батиста Боргезе. Построено е изцяло ново крило с изглед към Тибър и приземните етажи са облагородени. Построен е параклис.
През 1968 година Франко Дзефирели избира Палацо Боргезе, за да снима известната сцена с терасата във филма Ромео и Жулиета.